# Gottfried Trachsel
Gottfried Trachsel (n. 5 octombrie 1907, Thun, Berna, Elveția – d. 1974, Thun, Berna, Elveția) a fost un sportiv ce a reprezentat Elveția, medaliat olimpic. A participat la 2 ediții ale Jocurilor Olimpice (1952, 1956) în care a câștigat o medalie de argint.